# Akatoliker
Akatoliker (av grek. nekande a och katholikos, katolsk), "icke-katoliker", är alla utom katolska kyrkan stående kristna. Den förekom särskilt i Österrike, tills kejsar Josef II 1781 utgav sitt toleransedikt.